# 트리어 대성당
트리어 대성당(Trierer Dom, 정식 명칭 : Hohe Domkirche St. Peter zu Trier)은 독일 트리어에 위치한 트리어교구의 대성당이다.
1986년 유네스코 세계문화유산에 등재되었다.

## 같이 보기
- 쾰른 대성당
- 마인츠 대성당